# Autobus (karetní hra)

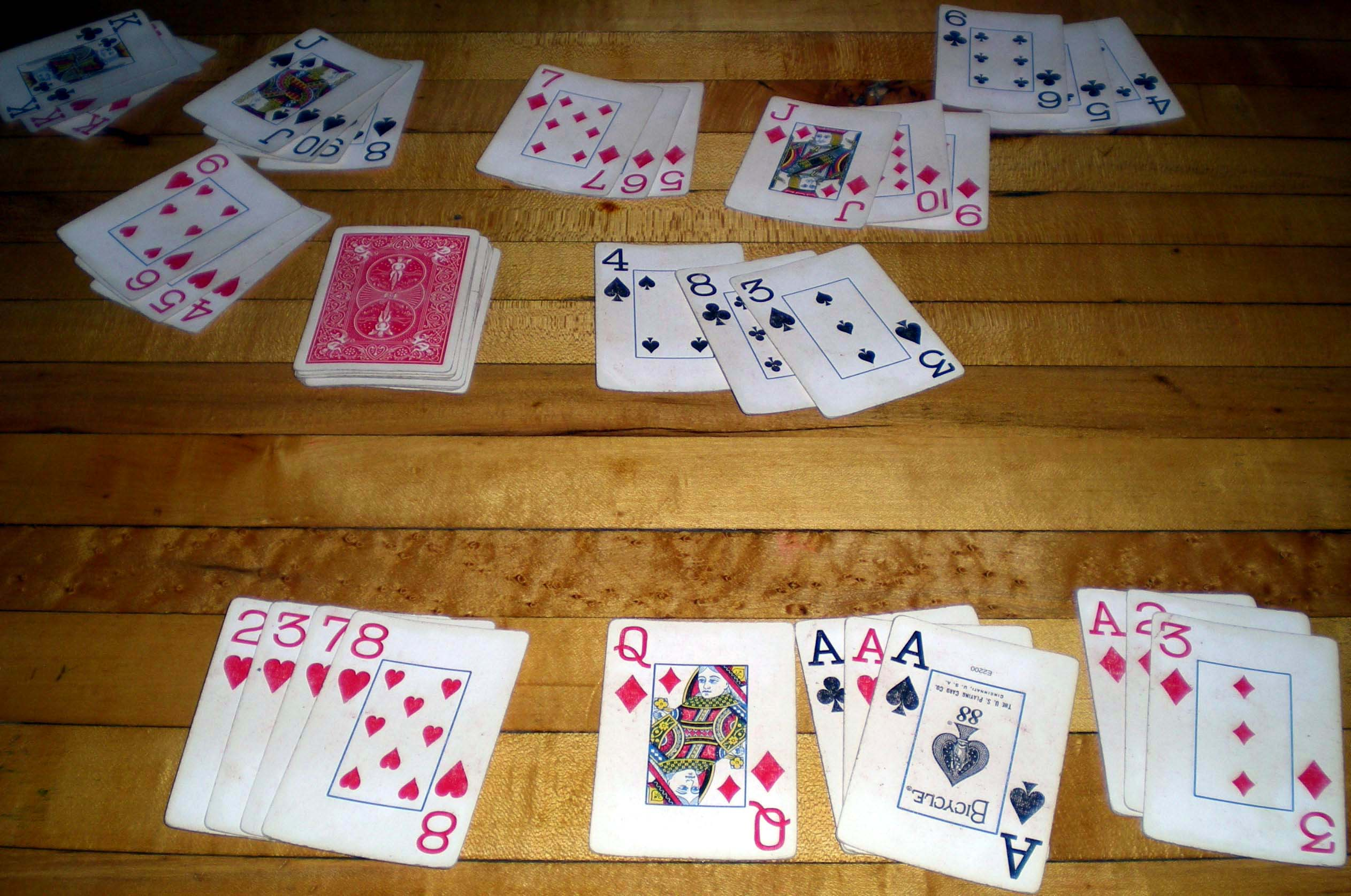
Ukázka vyložených trojic a postupek

Autobus je karetní hra. Někdy je nazývána Amerikou. Hraje se s žolíkovými kartami a je podobná hrám Rummy, Tolika a Kanasta. Hrát ji může od dvou do deseti hráčů.

## Pravidla
Hra je určená pro 2 až 10 hráčů. Používají se karty známé jako žolíkové, tedy 2× francouzské o 52 kartách plus 4 žolíci, celkem tedy 108 hracích karet.
Rozdá se mezi hráče dohodnutý počet karet, zbytek se nechá v talónu, na hromádce obrázky dolů. Smyslem hry je se všech karet zbavit jejich vyložením na hrací desku. Vykládat lze trojice či maximálně čtveřice stejných figur různých barev (např. čtyři dámy), nebo postupky ze tří a více navazujících karet stejné barvy (např. 3-2-A-K-Q). Žolík může nahradit chybějící kartu těchto sestav. Je možné přikládat své karty k již vyloženým kartám kýmkoliv a je možné vyloženou sestavu rozebrat a vytvořit zcela novou.
Je možné se dohodnout, že nelze z vyložených sestav odebrat víc karet, než jich hráč potom vyloží v jím zvolených sestavách. Pravidla připouští možnost nedodržování pořadí přikládajících hráčů. Vítězem kola je hráč, který se první zbaví všech karet, ostatní si zapíší počet neudaných karet v ruce a může se pokračovat dalším kolem hry.